# Kim Sawchuk
Kimberly Anne Sawchuk (Canadá, 1960) es profesora en el Departamento de Estudios de Comunicación, Catedrática de Investigación en Estudios de Medios Móviles y Decana Asociada de Investigación y Estudios de Posgrado en la Facultad de Artes y Ciencias de la Universidad de Concordia en Montreal, Canadá.
Es una académica feminista en estudios de medios la investigación,  Sawchuk abarca los campos del arte, el género y la cultura, examinando la intersección de la tecnología en la vida de las personas y cómo eso cambia a medida que uno envejece.

## Biografía
Obtuvo su licenciatura en 1982 en la Universidad de Winnipeg, con medallas de oro en una especialización doble en Ciencias Políticas e Historia. Completó una maestría en 1986 y su doctorado en Pensamiento Social y Político en 1991 de la Universidad de York en Toronto. Sawchuk se incorporó al Departamento de Estudios de la Comunicación de la Universidad de Concordia en 1990 y en 2011 era profesora asociada. El 1 de enero de 2015, comenzó como Decana Asociada de Investigación y Estudios de Posgrado de la Facultad de Artes y Ciencias de Concordia.
Desde 1992 ha escrito artículos sobre el impacto cultural del envejecimiento y la tecnología, y examina las actitudes culturales hacia el envejecimiento. Además, ha señalado que si en la publicidad se retrata a las personas mayores, se las retrata principalmente como caricaturas de su juventud. No por quiénes son, sino quiénes fueron una vez. Piensa que a medida que los especialistas en marketing y los anunciantes se educan sobre las personas mayores, apuntar a los mercados de mayor edad puede ser lucrativo. También está involucrada en cambiar la imagen popular de las personas mayores y trabaja en colaboración con organizaciones comunitarias y activistas para abordar su experiencia con las tecnologías digitales. Los intereses de Sawchuk no se limitan al feminismo, aunque a menudo explora otros temas feministas.
Sawchuk ha participado en una gran cantidad de proyectos de investigación. En 2010, participó en un proyecto sobre comunicaciones móviles e imágenes biomédicas. En 2011, Sawchuk y Barbara Crow llevaron a cabo un proyecto de investigación patrocinado por el Consejo de Investigación de Ciencias Sociales y Humanidades de Canadá sobre si los servicios, que con frecuencia están orientados al acceso en línea, son accesibles para ciudadanos marginados o mayores.
En 2012, desarrolló una aplicación para teléfonos inteligentes con la productora de cine Katarina Soukup, que permite a los usuarios descubrir puntos de referencia geográficos e históricos utilizando los sistemas GPS en el teléfono, convirtiéndose en exploradores subterráneos virtuales. Sawchuk comenzó a participar en 2014 en un proyecto transcultural de dos años entre Canadá y la Unión Europea llamado "Performigraciones: las personas son el territorio". El proyecto está diseñado para estudiar el cambio cultural y la diversidad, la movilidad moderna y la difusión de ideas. En 2014, Sawchuk recibió una subvención de aproximadamente $ 3 millones para investigar, durante un período de siete años, el tema Envejecimiento, comunicación, tecnologías (ACT): Experimentar un mundo digital en la vida posterior. El proyecto reúne a colaboradores de 12 universidades internacionales para estudiar el uso de la tecnología por parte de las personas que envejecen y cómo eso cambia su mundo y su visión del mundo.
Junto con la investigación, Sawchuk ha dado conferencias a nivel internacional y participado en seminarios en la Universidad de Bolonia, Universidad de Drexel, Universidad Bilgi de Estambul, Universidad de Lancaster, Universidad de Mánchester y la Universidad de Silesia, Polonia.
Sawchuk cofundó el Mobile Media Lab (York-Concordia) en 2006, también es la organizadora del Grupo de Trabajo de Estudios Críticos de Discapacidad en Concordia y trabaja en colaboración con artistas y académicos para documentar y examinar críticamente el capacitismo en ciudades como Montreal, Quebec. Como parte de su trabajo sobre discapacidades, Sawchuk está desarrollando un archivo con Arseli Dokumaci financiado por el Consorcio Canadiense sobre Desempeño y Política en las Américas (CCPPA) sobre desempeño y discapacidad en las Américas.
Junto a  su investigación académica, fue cofundadora en 1996 de Ada X (antes StudioXX), un centro de medios digitales en Montreal donde se reúnen académicas feministas, artistas y activistas comunitarias.

## Trayectoria profesional
Trabajó durante seis años como editora del Canadian Journal of Communications (www.cjc-online.ca)  y es coeditora de Wi: Journal of Mobile Media. También ha coeditado numerosos libros y números especiales de revistas.

### Trabajos seleccionados
- Eds. Bill Burns, Cathy Busby y Kim Sawchuk. Cuando el dolor golpea a Minneapolis: University of Minnesota Press, 1999.
- Eds. Janine Marchessault y Kim Sawchuk. Wild Science: lectura de la medicina del feminismo y los medios Reino Unido: Routledge: 2000.
- Eds. Christina Lammer, Catherine Pilcher, Kim Sawchuk. Verkörperungen / Embodiment Vienna: Löcker Verlag, 2007.
- Eds. Gisele Amantea, Lorraine Oades y Kim Sawchuk. USADOS / bienes Montreal: Conseil des Arts, 2009.
- Eds. Barbara Crow, Michael Longford, Kim Sawchuk. Muestreo del espectro inalámbrico: la política, la poética y las prácticas de los medios móviles Toronto: University of Toronto Press, 2010.
- Sawchuk, K. y Crow, B. "En la zona gris: personas mayores, teléfonos móviles y entornos que importan" En B. Poppinga (ed.), Observación de la experiencia del usuario móvil: Actas del primer taller internacional celebrado en conjunto con NordiCHI (2010) (páginas. 17-20).
- Sawchuk, K. y Crow, B. "Soy G-Mom al teléfono" Estudios de medios feministas, 12 (4), (2012) págs. 496–505.
- Middleton, C., Shepherd, T., Shade, LR, Sawchuk, K., & Crow, B. Intervención relacionada con la consulta sobre el procedimiento para establecer un código obligatorio para los servicios móviles inalámbricos: Aviso de consulta de telecomunicaciones "CRTC 2012-557, 11 de octubre de 2012 y CRTC 2012-557-1, 1 de noviembre de 2012.

### Ediciones especiales en revistas
- Culturas móviles, número especial de Wi: Journal of Mobile Media, con L. Grenier y G. Cucinelli, 2012. www.wi.mobilities.ca
- Conversations Across the Field, número inaugural de ADA: Journal of Gender and Technology, con C. Stabile, eds. Vol 1.no. 1. 2012
- Media Arts Revisited, Número especial de Canadian Journal of Communication, 37.1 con A. Zeffiro, 2012.
- Tecnologías inalámbricas, prácticas móviles, número especial de Canadian Journal of Communication 33.3, con B. Crow y R. Smith, 2008.
- Pedestrian Traffic, Número especial de Wi: Journal of Mobile Media, Spring, con A. Zeffiro, B. Crow y M. Longford, 2008.
- Espacios mediados, Número especial de 'Canadian Journal of Communication 33.2, 2008.
- Comunicando la salud, número especial de 'Canadian Journal of Communication 32.3 / 4, 2007.
- Vocabularies of Citizenship, Número especial de 'Canadian Journal of Communication 32.2, 2007.